# Uniwersytet Techniczny w Kownie
Uniwersytet Techniczny w Kownie (lit. Kauno technologijos universitetas) – publiczna uczelnia techniczna w Kownie założona w 1950 roku. 

## Historia
Uniwersytet wyłonił się z założonego w 1950 Instytutu Politechnicznego im. Antanasa Sniečkusa w Kownie (ros. Каунасский политехнический институт, KPI) po odzyskaniu przez Litwę niepodległości w 1991 roku, jednak jego korzenie sięgają 1922 roku, gdy powołano do życia Uniwersytet Litewski w Kownie, późniejszy Uniwersytet Witolda Wielkiego. Uczelnia jest największą tego typu placówką na Litwie i w krajach bałtyckich. Obecnie studiuje tam ok. 19 tys. studentów. 

## Znani absolwenci
- Bronislovas Lubys – były premier Litwy
- Viktor Uspaskich – polityk